# Барцино
Барцино (пол. Barcino, нім. Bartin) — село в Польщі, у гміні Кемпиці Слупського повіту Поморського воєводства.
Населення — 629 осіб (2011).
У 1975-1998 роках село належало до Слупського воєводства.

## Демографія
Демографічна структура станом на 31 березня 2011 року:
|          | Загалом | Допрацездатний вік | Працездатний вік | Постпрацездатний вік |
| -------- | ------- | ------------------ | ---------------- | -------------------- |
| Чоловіки | 303     | 60                 | 218              | 25                   |
| Жінки    | 326     | 74                 | 180              | 72                   |
| Разом    | 629     | 134                | 398              | 97                   |